# 小林千登勢
小林 千登勢（こばやし ちとせ、本名：山本 千登勢（やまもと ちとせ）、1937年2月13日 - 2003年11月26日）は、日本の女優、タレント。夫は山本耕一。愛称は「おっかさん」。

## 人物・経歴
朝鮮京畿道京城府（現：大韓民国ソウル特別市）生まれ。戦後に福岡県八幡市（現：北九州市八幡東区）に引き揚げ、のちに東京へ移る。
共立女子高等学校卒業後、文学座の研究生となり、1958年にNHKと専属契約を結ぶ。清純さの中にどこか哀愁を漂わせ、「鈴を張ったような」と形容された大きな目の美貌で人気を集め、馬渕晴子と冨士眞奈美と合わせて「NHK三人娘」と呼ばれ、テレビ草創期のスターとなった。
1965年、俳優の山本耕一と結婚。
1972年、一人娘・麻利央を出産。
フリーとなってからもテレビを中心に活躍し、1986年からは『おはようワイド・土曜の朝に』では3年2か月司会を務め、『象印クイズ ヒントでピント』では1981年から13年間レギュラー解答者として出演する。特に後者では気さくで飾らない人柄のせいか、司会の土居まさるからは「おっかさん」と呼ばれ親しまれた。
また、引き揚げ体験を題材にしたエッセーや童話を発表するなど、マルチな才能を発揮した。社会派昼ドラマ「わが子よ」シリーズでは、全シリーズで母親役を務め、ライフワーク的作品となった。
1997年、疲労を訴え病院で血液検査を受けたところ「骨髄腫」の疑いありと診断（担当医師は夫の山本に「骨髄腫ならば余命5年」と宣告していた）。2000年には「多発性骨髄腫」と小林本人にも正式に診断結果を告知。死の約1年前からは腰痛の悪化に苦しむなど、闘病生活を送りながら芸能活動を続けていた。
2003年11月26日午前0時27分、多発性骨髄腫による心不全のため、東京都内の病院で死去。66歳没。

## 出演

### テレビドラマ
- ここに人あり（1958年、NHK総合）[1]
- 父（1958年、NHK総合） ※芸術祭奨励賞受賞作[1]
- 輪唱（1959年、NHK総合）
- 黒い雨（1959年、NHK総合）
- まごころ（1960年、NHK総合）
- 伊豆の踊り子（1961年、NHK総合）
- 廃市（1961年、NHK総合）
- お好み日曜座「母の初恋」（1961年、NHK総合）
- あしあと（1961年、NHK総合）
- 樋口一葉（1962年、NHK総合）
- 青春放課後（1963年3月23日、NHK総合） ‐ 佐々木千鶴 役
- 芦屋川（1964年、関西テレビ）
- 人形佐七捕物帳（1965年、NHK総合）
- テレビ指定席「駅」（1965年、NHK総合）※DVD（ポニーキャニオン）
- ザ・ガードマン（1965年 - 1971年、大映テレビ室/TBS）
  - 第13話「白昼の逃亡」
  - 第96話「アムステルダムの女」
- 二人の星（1965年 - 1966年、TBS） - 高梨淳子 役
- 日高川（1967年、TBS） - 知世子 役
- 黒潮の女（1967年、ABC）
- 風 第15話「見ろ! 言え! 聞け! 」（1968年、TBS）
- 三匹の侍 第5シリーズ 第25話「愛憎三猿」（1968年、フジテレビ） - おとせ 役
- あひるヶ丘77 第16話「年下の男と夫人たち」（1969年、フジテレビ）
- 海は燃えていた（1969年 - 1970年、東海テレビ）
- 大河ドラマ（NHK総合）
  - 「春の坂道」（1971年） - おりん 役
  - 「いのち」（1986年） - 浜村とも子 役
  - 「春日局」（1989年） - たか 役
- 大忠臣蔵（1971年、NET）
- へんしん!ポンポコ玉（1973年、TBS）
- 赤ひげ 第38話「いのち」（1973年、NHK総合）
- アイフル大作戦 第2話「男性飼育必敗法」（1973年、TBS・東映）
- 連続テレビ小説（NHK総合）
  - 「鳩子の海」（1974年）
  - 「おしん」（1983年 - 1984年） - みの 役
  - 「はっさい先生」（1987年） - 早乙女たき 役
  - 「ほんまもん」（2001年） - 山中フジ 役
- 若い!先生（1974年、TBS） - 港律子 役
- SFドラマ 猿の軍団（1974年、TBS / 円谷プロ） - 榊澄子 役
- 俺たちの旅（1975年 - 1976年、日本テレビ）
- 花王愛の劇場「幻の殺意」（1976年、TBS）
- 声 赤い耳鳴り（1978年、TBS）
- 七人の刑事 第12話「爆破軍団」（1978年、TBS）
- 土曜ワイド劇場（テレビ朝日）
  - 「弁護士・朝吹里矢子 天使の証言」（1978年）
  - 「結婚しない女 死の羽田発397便」（1980年） - 新川佐和子 役
  - 「牟田刑事官事件ファイル」 第3作「見合い旅行殺人事件」（1985年6月8日） - オンダマキコ 役
- 3年B組金八先生（第1シリーズ）（1979年 - 1980年、TBS） - 越智良枝（はるみの母） 役
- 太陽にほえろ! 第387話「雨の中の女」（1979年、日本テレビ） - 小竹ひさ子 役
- 銀河テレビ小説「ガラスのうさぎ」（1980年、NHK総合）
- 少年ドラマシリーズ（NHK総合）
  - 家族天気図（1980年） - 森岡弘子
- 花王愛の劇場「わが子よ」I - VI（1981年 - 1986年、TBS）
- 激愛・三月までの…（1984年、TBS）
- 月曜ワイド劇場「今、いじめが爆発する!」（1985年、テレビ朝日）
- ドラマ女の四季「母と子の卒業式」（1988年、テレビ東京）
- 世にも奇妙な物語「さよなら6年2組」（1991年、フジテレビ） - 久保田千恵 役
- 華の宴（1991年、読売テレビ）
- 裸の大将放浪記 第61話「清のお見合い縁結び」（1993年、関西テレビ） - 藤島文江 役
- 三軒目の誘惑（1994年、読売テレビ）
- ドラマ新銀河「母の出発」（1995年、NHK総合） - 植木ミツエ 役
- 火曜サスペンス劇場「白骨が愛した男」（1997年、日本テレビ） - 近藤雅美 役
- 甘い結婚（1998年、フジテレビ） - 林芳江 役
- グッドニュース（1999年、TBS）

### バラエティ・ワイドショー
- アフタヌーンショー（テレビ朝日）
- ジェスチャー（NHK総合）
- クイズ日本人の質問（NHK総合）
- おはようワイド・土曜の朝に（ABCテレビ、1986年1月 - 1989年3月）
- 象印クイズ ヒントでピント（テレビ朝日、1981年4月5日（第104回） - 1994年9月25日（第708回））[注釈 1]
- たのきん全力投球!（TBS）
- いい旅・夢気分（テレビ東京）
- 午後は○○おもいッきりテレビ（日本テレビ）
- ベストタイム（TBS）

### 映画
- 人も歩けば（1960年）
- 珍品堂主人（1960年）
- 金づくり無法時代（1961年）
- 江戸っ子繁昌記（1961年）
- 寛美の我こそは一等社員（1962年）
- 無頼無法の徒 さぶ（1964年）
- 赤い手裏剣（1965年）
- 孤独の賭け（1965年）
- 拳銃は俺のパスポート（1967年）
- 花札渡世（1967年）
- 無頼 人斬り五郎（1968年）
- 喜劇ソレが男の生きる道（1970年）

### 劇場アニメ
- おしん（1984年） - みの

### 吹き替え
- プッチーニ（TVミニシリーズ） - 妻エルヴィーラ（イラリア・オッキーニ）（NHK総合、1973年）
- 昨日・今日・明日（伊映画） - アデリーナ / アンナ / マーラ（ソフィア・ローレン）（NHK総合、1973年）
- 野生のエルザ（TVシリーズ） - ジョイ・アダムソン（ダイアナ・マルドア）（フジテレビ、1975年）
- アンディの長い道 サリドマイド児を養子に迎える夫婦の道（TVシリーズ） - ヘイゼル・ワイルズ（ジュディ・デンチ）（NHK総合、1981年）
- 残された日々（TVシリーズ） - フェニックス（ジル・クレイバーグ）（NHK総合、1982年）

### CM
- 花王
  - 「ロリエ」（1979年）※ 発売早々期、女子高生らと語らう商品説明のCMのほか、生コマーシャル（テレビ朝日『アフタヌーンショー』）に出演。
  - 「ソフィーナ」（1983年）※ 発売早々期、同様に生コマーシャルに出演。
  - 「花王ヘアカラークリームタイプ部分染め 新発売」（1988年頃）
- SK&F「コンタック600」
- 日立造船「杜仲茶」
- 福屋工務店
- フジックス「3aカルシウム」（1995年頃）
- 象印マホービン
- 旭化成

### 著書
- 『今日とあしたにかけて』日本文華社 文華新書　1977
- 『お星さまのレール』小林与志画 金の星社 1982　のちフォア文庫 ※産経児童出版文化賞受賞（1983年）[1]
- 『袖すりあうも嫁姑』主婦と生活社 1985
- 『夫婦は異なもの妙なもの』主婦と生活社 1988
- 『とらぬ狸の金算用 お金のマナーで器量が決まる』主婦と生活社 1991
- 『されど道づれ嫁姑』主婦と生活社 1995

### 共著編
- 『みとりみとらせみとられて 嫁に姑、小姑軍団』共著 中央法規出版 1986
- 『嫁のタメ息姑のハギシリ』編 主婦と生活社 1989